# 寺地隆成
寺地 隆成（てらち りゅうせい、2005年8月19日 - ）は、東京都墨田区出身のプロ野球選手（捕手）。右投左打。千葉ロッテマリーンズ所属。

## 経歴

### プロ入り前
小学校1年生の時に墨田リトルで硬式野球を始め、5年時からは足立リトルでプレー。墨田区立錦糸中学校在学時は硬式野球のクラブチームである城東ボーイズでプレーし、3年秋に明徳義塾中学校へ転校した。
明徳義塾高等学校に進学し、1年春から公式戦に出場。同年夏の第103回全国高等学校野球選手権大会ではベンチ入りしたが、出場はなかった。その後は三塁手のレギュラーを務め、2年夏の第104回全国高等学校野球選手権大会に4番打者として出場。九州国際大付との初戦（2回戦）で2安打を記録したが、4回に決勝点となる適時失策を犯し、敗れた。同年秋から捕手へ転向。3年夏は高知大会準決勝で高知中央に敗れた。高校通算10本塁打。1学年上に吉村優聖歩、2学年上に代木大和がいた。
その後、2023年のWBSC U-18ワールドカップの日本代表に選出され、「1番・一塁手」として全試合に出場して優勝に貢献した。
2023年10月26日に開催されたドラフト会議では、千葉ロッテマリーンズから5位指名を受け、11月20日に契約金3000万円、年俸500万円（金額は推定）で契約合意した。背番号は65。

### ロッテ時代
2024年7月はイースタン・リーグ公式戦16試合に出場し、月間打率.356、リーグ1位の21安打を記録してファーム月間MVP賞を受賞した。レギュラーシーズン最終盤の10月3日に一軍に初めて昇格し、同日の北海道日本ハムファイターズ戦（ZOZOマリンスタジアム）で「1番・指名打者」として初先発出場すると、初回先頭の第1打席で初安打となる二塁打を記録。最終戦となった10月4日の福岡ソフトバンクホークス戦（みずほPayPayドーム福岡）では、自身初となる高卒1年目でのスタメンマスクを経験した。一軍では2試合の出場だったが、二軍では、1年目から104試合に出場しリーグ2位となる打率.290を記録し、2本塁打、39打点、OPS.725の成績を残した。オフシーズンの11月からはオーストラリアン・ベースボールリーグのシドニー・ブルーソックスに派遣された。
2025年は4月18日の東北楽天ゴールデンイーグルス戦（楽天モバイルパーク宮城）で早川隆久からプロ初本塁打を放った。ロッテの10代捕手が本塁打を放ったのは1957年の醍醐猛夫以来、球団史上68年ぶり2人目。更に8回にも藤平尚真からこの試合2本目となるソロ本塁打を放ち、10代の捕手による1試合2本塁打は1957年の山本八郎（東映）、1980年の香川伸行（南海）、2006年の炭谷銀仁朗（西武）に次いで史上4人目となった。そして初のオールスターゲーム (日本プロ野球)に選出された。

## 選手としての特徴
高校時代は本職である捕手以外にも、一塁手・三塁手としても試合に出場していた。

## 人物
父親は剣道八段で世界選手権で優勝経験がある寺地種寿。

## 詳細情報

### 年度別打撃成績
| 年 度     | 球 団     | 試 合 | 打 席 | 打 数 | 得 点 | 安 打 | 二 塁 打 | 三 塁 打 | 本 塁 打 | 塁 打 | 打 点 | 盗 塁 | 盗 塁 死 | 犠 打 | 犠 飛 | 四 球 | 敬 遠 | 死 球 | 三 振 | 併 殺 打 | 打 率 | 出 塁 率 | 長 打 率 | O P S |
| --------- | --------- | ----- | ----- | ----- | ----- | ----- | -------- | -------- | -------- | ----- | ----- | ----- | -------- | ----- | ----- | ----- | ----- | ----- | ----- | -------- | ----- | -------- | -------- | ----- |
| 2024      | ロッテ    | 2     | 7     | 7     | 0     | 1     | 1        | 0        | 0        | 2     | 0     | 0     | 0        | 0     | 0     | 0     | 0     | 0     | 4     | 0        | .143  | .143     | .286     | .429  |
| 通算：1年 | 通算：1年 | 2     | 7     | 7     | 0     | 1     | 1        | 0        | 0        | 2     | 0     | 0     | 0        | 0     | 0     | 0     | 0     | 0     | 4     | 0        | .143  | .143     | .286     | .429  |

- 2024年度シーズン終了時

### 年度別守備成績
| 年 度 | 球 団  | 捕手  | 捕手  | 捕手  | 捕手  | 捕手  | 捕手     | 捕手  | 捕手     | 捕手     | 捕手     | 捕手     |
| 年 度 | 球 団  | 試 合 | 刺 殺 | 補 殺 | 失 策 | 併 殺 | 守 備 率 | 捕 逸 | 企 図 数 | 許 盗 塁 | 盗 塁 刺 | 阻 止 率 |
| ----- | ------ | ----- | ----- | ----- | ----- | ----- | -------- | ----- | -------- | -------- | -------- | -------- |
| 2024  | ロッテ | 1     | 9     | 0     | 0     | 0     | 1.000    | 1     | 0        | 0        | 0        | ----     |
| 通算  | 通算   | 1     | 9     | 0     | 0     | 0     | 1.000    | 1     | 0        | 0        | 0        | ----     |

- 2024年度シーズン終了時[注 1]

### 記録
初記録
- 初出場・初先発出場：2024年10月3日、対北海道日本ハムファイターズ25回戦（ZOZOマリンスタジアム）、「1番・指名打者」で先発出場[10]
- 初打席・初安打：同上、1回裏に達孝太から左越二塁打[10]
- 初本塁打・初打点：2025年4月18日、対東北楽天ゴールデンイーグルス4回戦（楽天モバイルパーク宮城）、3回表に早川隆久から右越ソロ[18][19]

その他の記録
- 捕手ゲーム6補殺：2025年6月29日、対福岡ソフトバンクホークス11回戦（ZOZOマリンスタジアム）※プロ野球タイ記録、10人目、10度目[20]
- オールスターゲーム出場：1回（2025年）

### 背番号
- 65（2024年[8] - ）

### 代表歴
- 2023年 WBSC U-18ワールドカップ 日本代表